# Bari Weiss
Bari Weiss (uttal: [ˈbæɹi waɪs]), född 25 mars 1984 i Pittsburgh i Pennsylvania, är en amerikansk journalist, författare och redaktör. Hon är en före detta ledarskribent och redaktör för bokkritik för The Wall Street Journal. och tidigare ledar- och kulturskribent för The New York Times. Sedan 2021 arbetar hon som kolumnist för Die Welt. På senare år har Weiss grundat medieföretaget The Free Press (före detta Common Sense), och hon är värd för podden Honestly.

## Biografi

### Tidiga år och utbildning
Weiss föddes som dotter till Lou och Amy Weiss – tidigare ägare till Weisshouse, ett möbel- och inredningsföretag grundat 1943. De äger golvläggningsföretaget Weisslines. Hon växte upp i stadsdelen Squirrel Hill och tog examen på Pittsburghs Community Day School och Shady Side Academy. 
Bari Weiss, den äldsta systern av fyra, deltog i aktiviteterna hos Tree of Life Synagogue, där hon även genomgick sin bat mitzvah-ceremoni.
Efter high school reste Weiss på ett studentutbytesprogram till Israel. Där hjälpte hon till med att etablera en läkarklinik för beduiner i Negevöknen, samtidigt som hon studerade på en feministisk yeshiva och på Hebrew University of Jerusalem.
Weiss studerade vid Columbia University i New York, där hon 2007 tog examen. Som en reaktion på kriget i Darfur grundade hon stödföreningen Columbia Coalition for Sudan.
Weiss var 2005 medgrundare till The Current, en studenttidning vid Columbia där hon verkade som redaktör fram till 2007. Efter examen praktiserade hon på Wall Street Journal på ett stipendium, och året efter arbetade hon i Jerusalem som en Dorot Fellow.

### Columbians for Academic Freedom
Hösten 2004 startade Weiss, tillsammans med tre andra studenter, Columbians for Academic Freedom (CAF). Detta var kopplat till en kontrovers där flera studenter ansåg att några lärare fokuserade alltför mycket på sionism och Israel, under den pågående kursen om Mellanöstern.
Som ett svar på filmen satte Columbia samman en kommitté för att undersöka anklagelserna. Kommittén kritiserade Massad men pekade på en brist på vettigt uppförande hos bland annat pro-israeliska studenter som häcklade några av sina lärare. Weiss kritiserade kommittén för dess fokus på enskilda klagomål och fortsatte hävda att studenterna skrämdes för sina åsikters skull.
I sin bok How to Fight Anti-Semitism (2019) beskriver Weiss den konfliktfyllda atmosfären under den här tiden. Hon beskriver där den som en där hon fått en plats på första bänk framför vänsterns antisemitism vid universitetet.

## Karriär
2007 arbetade Weiss för Haaretz och The Forward. Från 2011 till 2013 verkade Weiss som nyhets- och politisk redaktör på tidningen Tablet.

### 2013–2017:The Wall Street Journal
Weiss var från 2013 till våren 2017 ledarskribent och redaktör för litteraturrecensionerna på The Wall Street Journal. Hon lämnade då den posten och övergick i lag med tidningens andreredaktör och Pulitzervinnare Bret Stephens till en tjänst på The New York Times.

### 2017–2020:The New York Times
2017 anställdes Weiss, som kultur- och politisk skribent på The New York Times, i ett försök att bredda tidningens ideologiska spännvidd i inledningen av Donald Trumps tid som USA:s president. Detta sågs även som att hon handplockades till tidningen som en konservativ röst.
Under sitt första år på tidningen blev Weiss känd för kritiska texter emot metoo-rörelsen och "cancelkultur". Hon skrev ledartexter där hon propagerade för en större blandning av kulturella uttryck, en attityd som enligt henne förlöjligades av "den hårda vänstern" som kulturell appropriering. Hon kritiserade organisatörerna av det årets stora kvinnomarsch till Washington för deras "kalla idéer och associationer". Hennes kritik mot Chicago Dyke March, där hon menade att intersektionalitet är en sorts kastväsen, kritiserades i sin tur för att missförstå vad intersektionell politik handlar om.

### 2020: Uppsägning frånThe New York Times
Weiss offentliggjorde 14 juli 2020 att hon lämnade The New York Times. Hon motiverade sitt beslut för att tidningen inte kunnat hantera en uppblossande kritik på Twitter och för att den inte försvarat henne mot påstådd mobbning från kollegor till henne på tidningen. Weiss anklagade sin före detta arbetsgivare för diskriminering och en fientlig arbetsmiljö.
Med början 2020 har Weiss från och till skrivit artiklar för den tyska dagstidningen Die Welt. Sedfan mars 2021 har hon även arbetat med redaktionella uppgifter på tidningen.

### Från 2021: Substack / The Free Press
I januari 2021 lanserade Weiss ett nyhetsbrev på Internetplattformen Substack betitlat "Common Sense". Namnet ändrades senare till "The Free Press" och utvecklades från nyhetsbrev till ett eget medieföretag.

## Politiska åsikter
Enligt The Washington Post porträtterar Weiss sig själv som en liberal som känner sig obekväm med vänsterkulturens excesser. I en intervju med Joe Rogan beskrev hon sig som en "centrist som lutar åt vänster". Hon ser sig själv som "buktalare" för den tysta majoriteten och menar att samtidens woke-kultur hotar yttrandefriheten.
Weiss har i sina krönikor uttryckt stöd för Israel och sionism som idé. 2019 omnämnde The Jerusalem Post henne som den sjunde mest inflytelserika juden/judinnan i världen.

## Privatliv
Weiss talar inte gärna om sitt privatliv. Hon har dock varit gift med en man men känner sig mestadels dragen till kvinnor. Mellan 2013 och 2016 var hon gift med miljöingenjören Jason Kass, men sedan 2018 har hon haft ett förhållande med Nellie Bowles, en före detta teknikskribent på The New York Times. De två har sedan dess gift sig, och 2022 föddes deras dotter.

### Fotnoter
1. 1 2  läs online, www.jpost.com .[källa från Wikidata]
2. ↑  läs online, bariweiss.substack.com .[källa från Wikidata]
3. ↑  Tjeckiska nationalbibliotekets databas, NKC-ID: mzk20221143307, läst: 20 december 2022.[källa från Wikidata]
4. ↑  X, X Corp., läs online, läs online, läs online och läs onlineläs online, läst: 20 april 2022.[källa från Wikidata]
5. ↑  Rich Lowry & Frank Meyer (red.), National Review, E. Garrett Bewkes IV, läs online, läst: 20 april 2022.[källa från Wikidata]
6. ↑  The New York Times’ Bari Weiss Wins the 2018 Bastiat Prize (på engelska), 17 juli 2018, läs online, läst: 25 juli 2020.[källa från Wikidata]
7. ↑  läs online, www.liberation.fr  .[källa från Wikidata]
8. 1 2  ”By Bari Weiss”. The New York Times. 2020. https://www.nytimes.com/by/bari-weiss.
9. 1 2  Izadi, Elahe; Barr, Jeremy (14 juli 2020). ”Bari Weiss resigns from New York Times, says 'Twitter has become its ultimate editor'”. The Washington Post. https://www.washingtonpost.com/media/2020/07/14/bari-weiss-resigns-new-york-times/.
10. 1 2  "Bari Weiss wird Kolumnistin für Die Welt av Ulrike Simon, 1 mars 2021, (tyska)
11. ↑  Rullo, David (2020-07-13). ”Despite political differences, Jewish values unite Squirrel Hill couple”. Jewishchronicle.timesofisrael.com. https://jewishchronicle.timesofisrael.com/despite-political-differences-jewish-values-unite-squirrel-hill-couple.
12. 1 2  Tabachnick, Toby (2017-10-12). ”Times opinion editor, 'Burgh native Bari Weiss, talks "news, Jews and views"”. Pittsburgh Jewish Chronicle "60" (43):  s. 1,16. https://issuu.com/pittchron/docs/_171027.
13. 1 2 3 4 5 6  Peretz, Evgenia (2019-04-24). ”Mad About Bari Weiss: The New York Times Provocateur the Left Loves to Hate”. Vanity Fair. https://www.vanityfair.com/news/2019/04/bari-weiss-the-new-york-times-provocateur.
14. ↑  Steinberg, Jessica (2002-11-05). ”Israel programs see huge decrease”. Jewish Telegraphic Agency. https://www.jta.org/2002/11/05/lifestyle/israel-programs-see-huge-decrease.
15. ↑  ”College Alumni and the Pandemic” (på engelska). Columbia College Today. 2020-04-20. https://www.college.columbia.edu/cct/issue/spring20/article/college-alumni-and-pandemic.
16. ↑  ”AitN: May 20, 2019” (på engelska). Columbia College Today. 2019-05-16. https://www.college.columbia.edu/cct/latest/alumni-news/aitn-may-20-2019.
17. ↑  ”Campus Characters”. The Blue and White "12" (1):  ss. 5–6. september 2005. https://s3.amazonaws.com/BWARCHIVE/2005/sep05.pdf.
18. ↑  ”Editorial Board”. Columbia Current. http://www.columbia-current.org/the-editors.html.
19. ↑  ”Bari Weiss: A moderate in an era of extremes” (på amerikansk engelska). Oregon Jewish Life. 25 februari 2019. https://orjewishlife.com/bari-weiss-a-moderate-in-an-era-of-extremes/.
20. ↑  ”Bari Weiss”. The Wall Street Journal. https://www.wsj.com/news/author/5476.
21. ↑  ”Columbia University Responds to Anti-Semitism Charges”. NPR. 1 april 2005. https://legacy.npr.org/programs/day/transcripts/2005/apr/050401.pesca.html.
22. ↑  Gershman, Jacob (7 februari 2005). ”Bias of Massad Is Being Noted in His Classes”. New York Sun. https://www.nysun.com/new-york/bias-of-massad-is-being-noted-in-his-classes/879.
23. ↑  Mishkin, Sarah (2005-01-19). ”Little bias in NELC, students say”. Yale Daily News. https://yaledailynews.com/blog/2005/01/19/little-bias-in-nelc-students-say/.
24. ↑  Arenson, Karen W. (2005-04-01). ”Panel's Report on Faculty at Columbia Spurs Debate”. The New York Times. https://www.nytimes.com/2005/04/01/education/panels-report-on-faculty-at-columbia-spurs-debate.html.
25. ↑  Hentoff, Nat (2005-04-05). ”Columbia Whitewashes Itself”. The Village Voice. https://www.villagevoice.com/2005/04/05/columbia-whitewashes-itself/.
26. ↑  Doob, Gabriel (2005-04-07). ”Columbia report addresses anti-Semitism charges”. Brown Daily Herald. https://www.browndailyherald.com/2005/04/07/columbia-report-addresses-antisemitism-charges/.
27. ↑  Weiss, Bari (2019). How to Fight Anti-Semitism. Crown/Archetype. ISBN 9780593136058. https://books.google.com/books?id=dx2pDwAAQBAJ&q=how+to+fight+anti-semitism.
28. ↑  Moon, Deborah (25 mars 2019). ”Bari Weiss: A Moderate in an Era of Extremes”. Arizona Jewish Life. https://azjewishlife.com/bari-weiss-a-moderate-in-an-era-of-extremes/.
29. ↑  Steed, Edward (20 december 2017). ”On the Front Lines of the GOP's Civil War” (på amerikansk engelska). Esquire. https://www.esquire.com/news-politics/a14428464/gop-never-trump/.
30. ↑  ”Bari Weiss Resigns From New York Times Opinion Post”. The New York Times. 14 juli 2020. https://www.nytimes.com/2020/07/14/business/media/bari-weiss-resignation-new-york-times.html.
31. 1 2 3  Marriott, James (4 mars 2023). ”Bari Weiss: ”Min publik är tiotals miljoner djupt missnöjda människor””. Dagens ETC. https://www.etc.se/feature/bari-weiss-min-publik-aer-tiotals-miljoner-djupt-missnoejda-maenniskor. Läst 22 maj 2024.
32. ↑  Weiss, Bari (30 augusti 2017). ”Opinion | Three Cheers for Cultural Appropriation” (på amerikansk engelska). The New York Times. ISSN 0362-4331. https://www.nytimes.com/2017/08/30/opinion/cultural-appropriation.html.
33. ↑  Weiss, Bari (1 augusti, 2017). ”Opinion | When Progressives Embrace Hate” (på amerikansk engelska). The New York Times. ISSN 0362-4331. https://www.nytimes.com/2017/08/01/opinion/womens-march-progressives-hate.html.
34. ↑  Weiss, Bari (27 juni 2017). ”Opinion | I'm Glad the Dyke March Banned Jewish Stars” (på amerikansk engelska). The New York Times. ISSN 0362-4331. https://www.nytimes.com/2017/06/27/opinion/im-glad-the-dyke-march-banned-jewish-stars.html.
35. ↑  ”Opinion | On 'Intersectionality'” (på amerikansk engelska). The New York Times. 3 juli 2017. ISSN 0362-4331. https://www.nytimes.com/2017/07/03/opinion/on-intersectionality.html.
36. ↑  Weiss, Bari. ”Resignation Letter”. bariweiss.com. https://www.bariweiss.com/resignation-letter.
37. ↑  Ellefson, Lindsey (1 februari 2021). ”Ex NY Times Writer Bari Weiss Rails 'Against Woke Culture' in NY Post Op-Ed”. Ex NY Times Writer Bari Weiss Rails 'Against Woke Culture' in NY Post Op-Ed. https://www.thewrap.com/bari-weiss-ny-post/.
38. ↑  Svetkey, Benjamin (2022-12-22). ”Bari Weiss's L.A. Adventure” (på amerikansk engelska). Los Angeles. https://www.lamag.com/citythinkblog/bari-weiss-twitter-substack-columnist/.
39. ↑  Selk, Avi (10 mars 2018). ”A New York Times columnist blamed a far-left 'mob' for her woes. But maybe she deserves them.”. The Washington Post. https://www.washingtonpost.com/news/arts-and-entertainment/wp/2018/03/10/a-new-york-times-columnist-blamed-a-far-left-mob-for-her-woes-but-maybe-she-deserves-them/.
40. ↑  JRE Clips. ”Joe Rogan on the "MAGA" Kids Controversy”. YouTube. https://www.youtube.com/watch?v=MjV7EDuL21M.
41. ↑  Bret Stephens and Bari Weiss (10 oktober 2018). ”Opinion | Why Is Israel Scared of This Young American?” (på engelska). The New York Times. https://www.nytimes.com/2018/10/10/opinion/israel-lara-alqasem-bds.html.
42. ↑  Edmunds, Donna Rachel (14 juli 2020). ”Bari Weiss resigns from 'New York Times,' citing culture of groupthink”. The Jerusalem Post. https://www.jpost.com/diaspora/bari-weiss-resigns-from-new-york-times-citing-culture-of-groupthink-635052.
43. ↑  Singer, Jenny (25 april 2019). ”Bari Weiss Dated Kate McKinnon, but Doesn't Want 'Political Points' for Her Sexual Identity”. The Forward. https://forward.com/schmooze/423163/bari-weiss-dated-kate-mckinnon-but-doesnt-want-political-points-unlike-for/.
44. ↑  Arnold, Amanda (april 2019). ”The Only Good Takeaway From That Bari Weiss Profile”. The Only Good Takeaway From That Bari Weiss Profile. The Cut. https://www.thecut.com/2019/04/the-only-good-takeaway-from-that-bari-weiss-profile.html.
45. ↑  Goldsmith, Annie (27 januari 2023). ”Bari Weiss Brings the Culture Wars Home”. The Information. https://www.theinformation.com/articles/bari-weiss-brings-the-culture-wars-home.
46. ↑  Spiro, Amy (28 februari 2019). ”Jewish 'New York Times' writer to pen book on antisemitism Bari Weiss signed a two-book deal with Crown Publishing.”. Jerusalem Post. https://www.jpost.com/Diaspora/Antisemitism/Jewish-New-York-Times-writer-to-pen-book-on-antisemitism-581812.